# 閣道島
閣道島（泰語發音：[kɔ̀ʔ tàw]），是泰國南部素叻府的一個島，屬於春蓬群島。閣道島是泰國的一個旅遊景點，位於暹羅灣西岸，離海岸約六十公里，全島面積有21 km²。截至2013年，閣道島行政上是素叻府的一個縣（amphoe）。截至2006年，當地正式紀錄的人口是1,382人。主要聚居點位於梅汉码头、赛利海滩、查洛克湾。
「閣道」在泰語中意思是「烏龜之島」。華人旅客俗稱其為龜島或海龟岛。另有譯作涛岛、道島、稻岛、盗岛等。
本島的經濟幾乎只靠旅遊業，特別是潜水及浮潜。岛上有大大小小潜水中心60多家。

## 景點
- 日本花園：位于阁道岛的离岛，南苑岛上。
- Love Koh Tao：阁道岛东面的山顶，看日出最佳地方。
- 赛利海滩：阁道岛最长的沙滩，同时也是阁道岛中心。位于岛西侧。看日落的绝佳地方。

## 外部連結
- 维基导游上有關Ko Tao的旅行指南

10°05′24″N 99°50′17″E / 10.09000°N 99.83806°E